# Heil Hitler (노래)
"하일 히틀러"(Heil Hitler)는 나중에는 "할렐루야"(Hallelujah)로 알려지게 된 미국의 래퍼 칸예 웨스트의 노래이다. 이 곡은 그의 12번째 스튜디오 앨범인 Cuck의 세 번째 싱글로 2025년 5월 8일에 싱글로 발매되었다. 나치 경례를 할 때의 구호에서 제목을 따 왔으며, 그룹 Hooligans의 보컬을 포함하고 있다.
반유대주의와 아돌프 히틀러에 대한 찬양을 담은 가사로 인해 이 노래는 주요 디지털 스트리밍 플랫폼에서 삭제되거나 재생이 제한되었다. 이 노래는 독일의 극단주의적 상징주의와 증오 표현에 대한 법률로 인해 독일에서 금지되었다.